# NGC 6759
NGC 6759 est une petite galaxie spirale située dans la constellation du Dragon. Sa vitesse par rapport au fond diffus cosmologique est de 3 338 ± 40 km/s, ce qui correspond à une distance de Hubble de 49,2 ± 3,5 Mpc (∼160 millions d'al). NGC 6759 a été découverte par l'astronome allemand Auguste Voigt en 1865.